# Егоров, Василий Михайлович (Герой Советского Союза)
Василий Михайлович Егоров (1921—1988) — полковник Советской Армии, участник Великой Отечественной войны, Герой Советского Союза (1946).

## Биография
Василий Егоров родился 2 февраля 1921 года в деревне Мотилово (ныне — Зубцовский район Тверской области). Учился в сельской школе, после чего работал пастухом. Позднее переехал в Москву, окончил школу фабрично-заводского ученичества, после чего работал столяром на мебельной фабрике. В 1940 году Егоров был призван на службу в Рабоче-крестьянскую Красную Армию. В 1941 году окончил Таганрогскую военную авиационную школу пилотов. С сентября 1942 года — на фронтах Великой Отечественной войны. Принимал участие в боях на Северо-Западном, Калининском, 2-м Украинском фронтах. Участвовал в битве за Днепр, боях на Висле, освобождении Венгрии и Чехословакии.
К концу войны гвардии старший лейтенант Василий Егоров был штурманом эскадрильи 92-го гвардейского штурмового авиаполка 4-й гвардейской штурмовой авиадивизии 5-го штурмового авиационного корпуса 5-й воздушной армии 2-го Украинского фронта. К тому времени он совершил 187 боевых вылетов на штурмовку скоплений боевой техники и живой силы противника, нанеся тому большие потери.
Указом Президиума Верховного Совета СССР от 15 мая 1946 года за «образцовое выполнение боевых заданий командования по уничтожению живой силы и техники противника и проявленные при этом мужество и героизм» гвардии старший лейтенант Василий Егоров был удостоен высокого звания Героя Советского Союза с вручением ордена Ленина и медали «Золотая Звезда» за номером 9036.
После окончания войны Егоров продолжил службу в Советской Армии. В 1951 году окончил Высшие офицерские лётно-тактические курсы. В 1975 году в звании подполковника он был уволен в запас. Проживал в Волгограде, скончался 29 июля 1988 года, похоронен на Димитриевском (Центральном) кладбище Волгограда.
Был также награждён орденами Красного Знамени и Александра Невского, двумя орденами Отечественной войны 1-й степени, четырьмя орденами Красной Звезды, рядом медалей.